# George Peele
George Peele (Londen, ca. 1558 - ca. 1597) was een Engels dichter en toneelschrijver ten tijde van Elizabeth I.
Peele bezocht de kostschool Christ's Hospital, waar zijn vader als boekhouder werkzaam was. Hij studeerde vervolgens in Oxford waar hij zijn bachelorsgraad en mastersgraad behaalde in respectievelijk 1577 en 1599. In dat laatste jaar woonde hij nog altijd in Christ's Hospital en het bestuur van de school liet zijn vader weten dat hij die plaats moest verlaten, kennelijk omdat men vond dat hij nu maar eens op eigen benen moest staan.
Met zijn vrienden Thomas Nashe en Robert Greene reisde hij door Frankrijk en Italië.
Peele trok naar Londen en verdiende de kost met acteren en schrijven. Hij was productief en produceerde naast zijn toneelstukken een aantal (gelegenheids)gedichten. 

De stukken die bewaard zijn gebleven zijn:
- The Araygnement of Paris: A Pastorall (gepubliceerd in 1584). Dit stuk werd in 1581 opgevoerd voor koningin Elizabeth door de Children of the Chapel.
- The Famous Chronicle of King Edward the First (1593)
- The Battel of Alcazar (1594)
- The Old Wife's Tale (1595)
- The Love of King David and Faire Bethsabe (1599)

Sommige onderzoekers zijn van mening dat Peele heeft meegewerkt aan enkele tonelen in bedrijven van Shakespeares Titus Andronicus.
Onder zijn gedichten zijn te noemen Polyhymnia (1590), The Honour of the Garter (1593) en Anglorum Feriae (1593). Fragmenten uit deze werken verschijnen nog altijd in bloemlezingen.